# Benito Garozzo

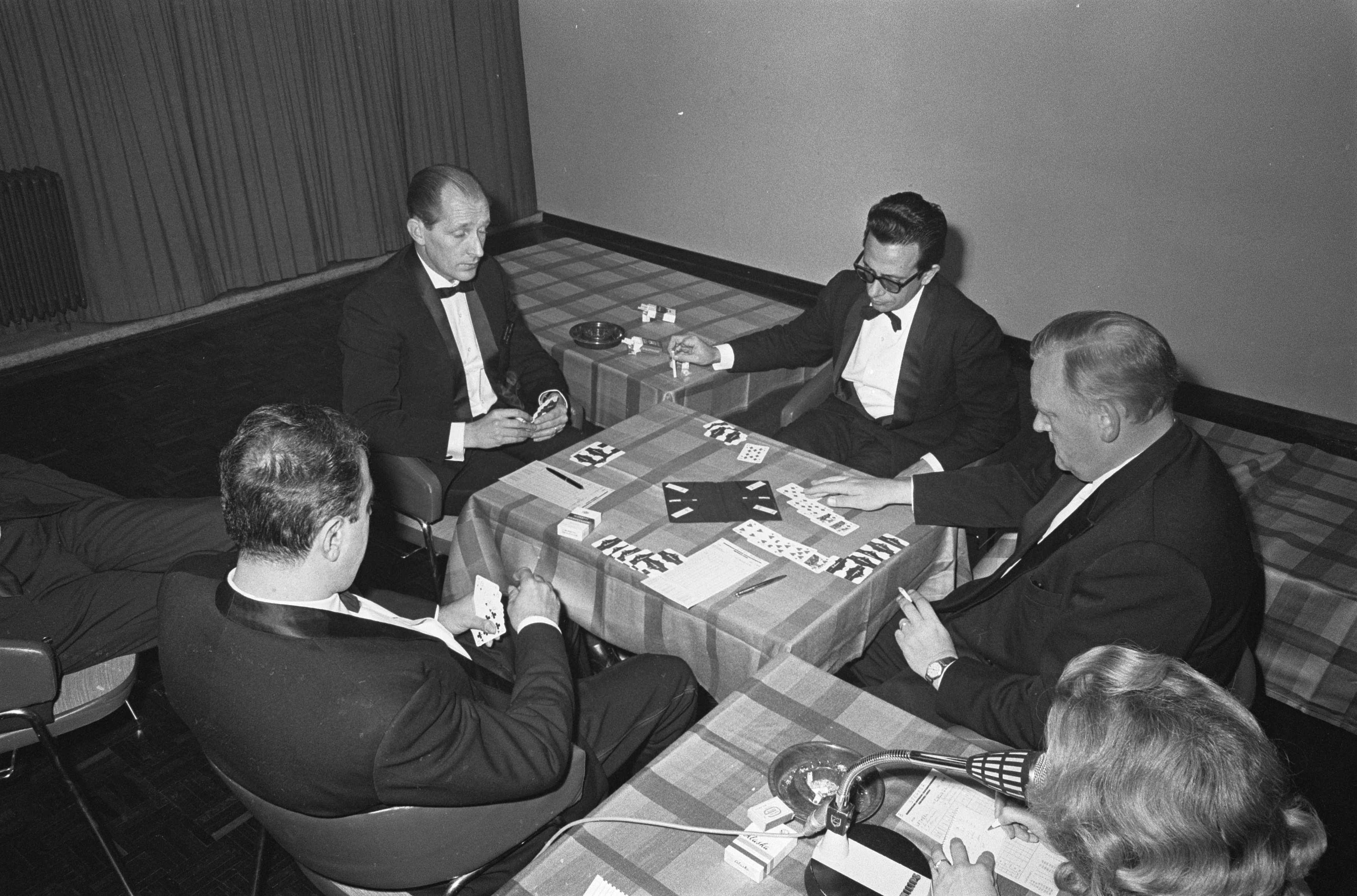
Bridgedemonstratie van Omar Sharif in RAI, v.l.n.r. Kreijns, Garozzo, Slavenburg (1967).

Benito Garozzo (Napels 5 september 1927) is een Italiaans, later Amerikaans wereldkampioen bridge. Hij maakte deel uit van het befaamde Italiaanse Blue Team, eerst met Pietro Forquet als partner (tot 1972), later met Giorgio Belladonna. Daarnaast is hij een van de ontwerpers van het Blauwe klaver biedsysteem. Blauwe Klaveren is een systeem dat gebaseerd is op de Napolitaanse Klaveren.  Sommige ideeën zijn later in het precisiesysteem gebruikt.
In de periode 1978-1980 was hij trainer van de Nederlandse vrouwen- en open teams. Deze samenwerking resulteerde onder meer in een derde plaats van het open team op de Olympiade in 1980 en diverse medailles voor het vrouwenteam in de jaren daarna. Later heeft hij vele andere teams getraind. 

## Erelijst
Titels
- Bermuda Bowl (WK landenteams): 1961, 1962, 1963, 1965, 1966, 1967, 1969, 1973, 1974 en 1975.
- Olympiade teams: 1964, 1968 en 1972
- Europees Kampioen landenteams: 1969, 1971, 1973, 1975 en 1979.

Tweede plaatsen
- Bermuda Bowl: 1976, 1979 en 1983
- Olympiade teams: 1976
- Europees Kampioenschap landenteams: 1977, 1983
- Europees Kampioenschap open teams: 2013 (met team Breno)
- Europees Kampioenschap seniorenteams: 2017 (met team Wolfson)
- Wereldkampioenschap paren: 1970 (met Frederico Meyer)
- Wereldkampioenschap seniorenparen: 1998 (met Lea Dupont, zijn echtgenote)

Garozzo was tevens juwelier.